# Mirosław Janowski
Mirosław Janowski (ur. 22 października 1959 w Giżycku) — polski chórmistrz i dyrygent, kierownik chóru Teatru Wielkiego - Opery Narodowej w Warszawie.

## Życiorys
Absolwent Akademii Muzycznej im. Fryderyka Chopina w Warszawie.
W latach 1984-1995 roku pełnił funkcję asystenta, a następnie dyrygenta chóru w Teatrze Wielkim w Warszawie. W 1995 roku został kierownikiem chóru Teatru Muzycznego Roma, a od 1998 roku ponownie współpracuje z Chórem Teatru Wielkiego – Opery Narodowej.
W trakcie swojej kariery przygotowywał chór do ponad stu premier i tysięcy przedstawień. Dyrygował chórem w takich spektaklach jak: Carmen, Rigoletto, Turandot oraz wielu innych. Współpracował m.in. z Krzysztof Pendereckim, Patrickiem Fournillierem czy Placido Domingo.
Pracował dla wytwórni Walta Disneya i Warner Bros., gdzie zajmował się kierownictwem muzycznym i kierownictwem chóru dla polskich wersji wielu produkcji filmowych. Pełnił funkcję dyrektora artystycznego Towarzystwa Śpiewaczego „Harfa” i dyrygował Polską Orkiestrą Radiową oraz Sinfonią Varsovią. Na zlecenie Filharmonii im. Romualda Traugutta, wraz z zespołem Media Choir, zrealizował nagrania patriotycznych utworów chóralnych. Z chórem Teatru Wielkiego – Opery Narodowej wystąpił na licznych koncertach, m.in. z okazji 100-lecia ZAIKS-u, 100-lecia KUL-u, 100. rocznicy odzyskania niepodległości oraz 100. jubileuszu PKOL-u.

## Życie prywatne
Żonaty z Barbarą (z d. Lech), z którą ma dwoje dzieci.

## Odznaczenia
- Złoty Medal „Zasłużony Kulturze Gloria Artis” – 2025[6]

## Kierownictwo muzyczne

### Filmy
- 1959: Śpiąca królewna (druga wersja dubbingu)
- 1961: 101 dalmatyńczyków (druga wersja dubbingu)
- 1992: Aladyn (kierownictwo chóru)
- 1994: Król Lew
- 1994: Księżniczka Łabędzi (kierownictwo chóru – pierwsza wersja dubbingu)
- 1994: Troll w Nowym Jorku
- 1995: Pocahontas
- 1995: Toy Story
- 1996: O czym szumią wierzby
- 1996: Pinokio
- 1998: Rudolf, czerwononosy renifer
- 2006: Cudowna gwiazdka z Myszką Miki, Donaldem i przyjaciółmi (odcinki, których polska wersja pochodzi z 50 odcinka serialu Myszka Miki i przyjaciele)

### Seriale
- 1983: Kaczor Donald przedstawia
- 1993-97: Wieczór ze starym misiem
- 1994-95: Myszka Miki i przyjaciele (odc. 1, 4, 10-11, 17, 18, 19, 22, 24, 25, 26, 31-33, 35, 38, 50-51, 64)